# 公家

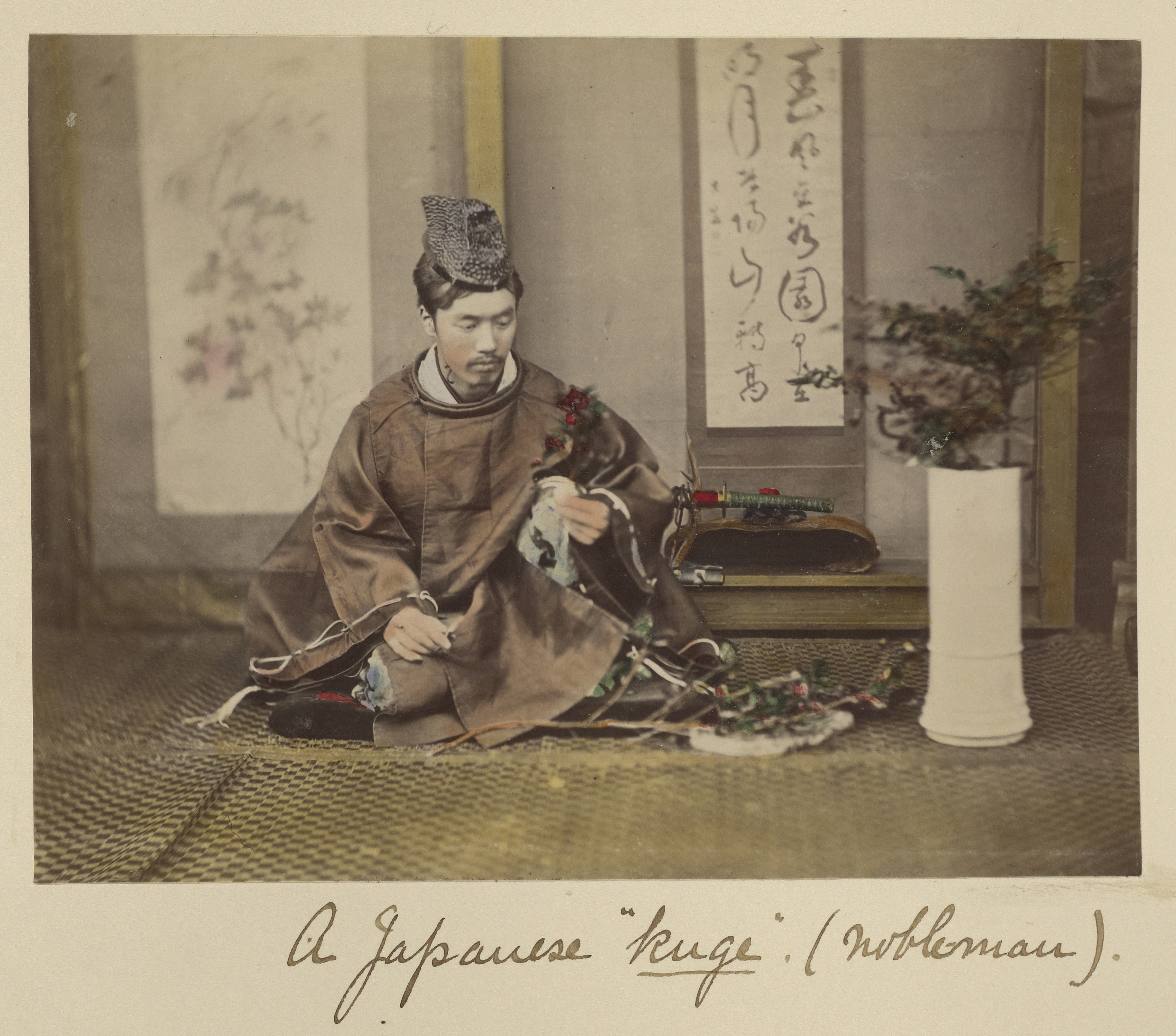
一名日本公家

公家（ Kuge）是指日本为天皇與朝廷工作的贵族、官員的泛称，本来「公家」兩字是用来指天皇或者朝廷，在这个时期，“公家”读作“ Kouke”或者“ Ooyake”。镰仓时代以后，由于用“武家”来称呼以「武力」为朝廷效勞的幕府將軍與守護大名、武士等；与此对应，就用“公家”称呼在「政务」上服务朝廷的贵族。

## 略史
从平安時代末期开始，貴族社会在朝廷中能够晋升至公卿的家世开始被逐渐限定，随着以藤原北家为源头的摄家的确立，各家族的家格被固定，到了镰仓時代前期基本形成了公家社会的制度。所谓公家社会，是指根据家格，来确定晉升品秩之制度。这个时期，在日本的社会各个阶层里以家産的继承为前提形成了“家”（イエ）的制度，与此相对应的，贵族阶层中形成的便是公家社会的制度。成立期的公家的经济权力主要限于庄园、领土内的“收取权”。具体地，上流贵族（本家）拥有庄园的支配权；中流贵族被上流贵族或大寺庙所任命，行使对庄园的管理权。
到了鎌倉時代的日本，行使兵权与支配東国的鎌倉幕府，與负责一般政務、及支配西国的公家政权（朝廷），这两个政权大体上保持协调合作的关系，以处理政务。然而就在这个时期，实际上在具体地域中，公家持有的经济能力，开始被当地有力的武士（地頭）所侵食。这种倾向，到了室町時代就更加显著。因此公家被幕府將軍以及武裝守護所侵食，逐渐变得有名无实了。
到了江户時代，公家幾乎仰賴幕府的武力，与此对应的，幕府將軍以禁中并公家諸法度，规定了江户时代的公武关系。这之后，公家社会一直存在到幕末，最终在明治維新时期解体，日本君主立憲，大部分的公家變成新貴族，也就是華族。另外在幕末时期，由于朝廷重新获得了权力，岩倉具視、三条实美等有貢獻者，也在明治維新中辈出。

## 分類
广义地说，公家分为可以升殿（入朝议政）的堂上家以及不能升殿的地下家两类，然而一般来说“公家”指的是堂上家。这种用“公家”来称呼堂上家以及殿上人的习惯一直持续到江户时代。
另外，从古时就有的家族被称作旧家，安土桃山時代以后由于分家而形成的新家族被称为新家。

## 家格
从平安末期到镰仓时代公家的家格逐渐固定，由家世决定了所能担任或升迁的官职。此时期，形成了如下的家格：（詳細请参照各条目。）
1. 摄家
2. 清華家
3. 大臣家
4. 羽林家
5. 名家
6. 半家（諸大夫家）

## 向华族的移行
出身公家的家族，移向华族時，主要以公家时代的家格，以及其代代的任官情况决定。主要是摄关家、清华家的当主封为公爵家族或者侯爵家族，其之下曾担任过多次大纳言的家族封为伯爵家族，其余的封为子爵家族。另外，地下家里成为华族的全部都被封为男爵家族。

## 著名公家
- 平時忠、平安末期平家一門公家。曾说过“非平家不人”（平家にあらずんば人にあらず）。
- 九條兼實、平安末期至鎌倉前期公家。九条家祖先。当时重要史料「玉葉」作者。
- 山科言繼、戰國時代公家。當時重要資料「言繼卿記」作者。
- 近衛基熙、江戶中期公家。同当时的霊元上皇、一条兼香持不同政见，改善了朝廷與幕府的关系。
- 岩倉具視、江戶末期公家。明治維新功臣。明治時代任外務大臣等。此外亦曾任岩倉使節團。
- 三條實美、江戶末期公家。明治維新功臣。明治時代拜相。
- 西園寺公望、江戶末期公家。之後成為內閣總理大臣、最後以元老身份活躍。